# Sayf-ad-Din Ghazi II
Sayf-ad-Din Ghazi ibn Mawdud ibn Zankí (àrab: سيف الدين غازي بن مودود بن زنكي, Sayf al-Dīn Ḡāzī ibn Mawdūd ibn Zankī), més conegut simplement com a Sayf-ad-Din Ghazi II (? - ?, 29 de juny de 1180) fou emir zengita de Mossul (1170-1180).
Era fill de Qutb-ad-Din Mawdud al que va succeir quan va morir el 6 de setembre de 1170, passant per davant del seu germà gran Imad-ad-Din Zengi II, per consell de l'eunuc Abd-al-Massih, que aspirava a governar en nom del jove príncep. Imad-ad-Din Zengi II es va refugiar a Alep amb Nur-ad-Din Mahmud, que buscava una excusa per annexionar Mossul. El setembre de 1170 Nur-ad-Din es va apoderar de Sinjar i tot seguit va assetjar Mossul que es va rendir el 22 de gener de 1171; Abd al-Massih fou enderrocat i al seu lloc fou designat Gümüshtekin, un dels oficials de Nur-ad-Din, però va mantenir al seu nebot Ghazi II al tron com amir de Mossul i va donar a Zengi II la regió de Sinjar en feu.
Nur-ad-Din va morir el 15 de maig de 1174, quan es preparava per atacar a Saladí, el seu visir a Egipte, i va deixar un fill de 12 anys de nom as-Sàlih Ismaïl al-Màlik; els seus oficials van lluitar per la regència. Gümüshtekin va anar a Damasc i es va apoderar del jove príncep i el va portar a Alep on va eliminar el governador i va agafar el títol d'atabeg. Sayf-ad-Din Ghazi II va rebutjar llavors la sobirania d'Alep i es va declarar independent. Els notables de Damasc, inquiets pel poder de Gümüshtekin, van oferir el tron a Sayf-ad-Din Ghazi II, però aquest no va poder intervenir ocupat com estava a agafar i conservar el control de Mossul. Els notables de Damasc van cridar llavors a Saladí que es va apoderar de la ciutat d'Alep però mantenint a al-Salih al tron.
Però quan Sayf-ad-Din va tenir assegurat el control de Mossul, va decidir atacar a Saladí per expulsar-lo de Síria, i va enviar un exèrcit manat pel seu germà Masud al que es van unir les tropes alepines d'as-Sàlih Ismaïl; però Masud fou derrotat en la batalla de Qurun Hama (23 d'abril de 1175). Saladí va assetjar Alep i al-Salih va haver de reconèixer la seva sobirania. El 1176 un segon intent de Sayf-ad-Din Ghazi II contra Saladí, també amb suport d'al-Salih Ismail, va tornar a fracassar en la batalla de Tell al-Sultan (22 d'abril de 1176). Saladí va tornar a assetjar Alep però la ciutat va resistir.
Sayf-ad-Din Ghazi II va morir de tuberculosi el 29 de juny de 1180; el va succeir el seu germà Masud (Izz-ad-Din Masdud I). El seu fill Muïzz-ad-Din Sanjar-Xah de 12 anys, va rebre un feu a la Jazira.